# Força Aérea da Ucrânia

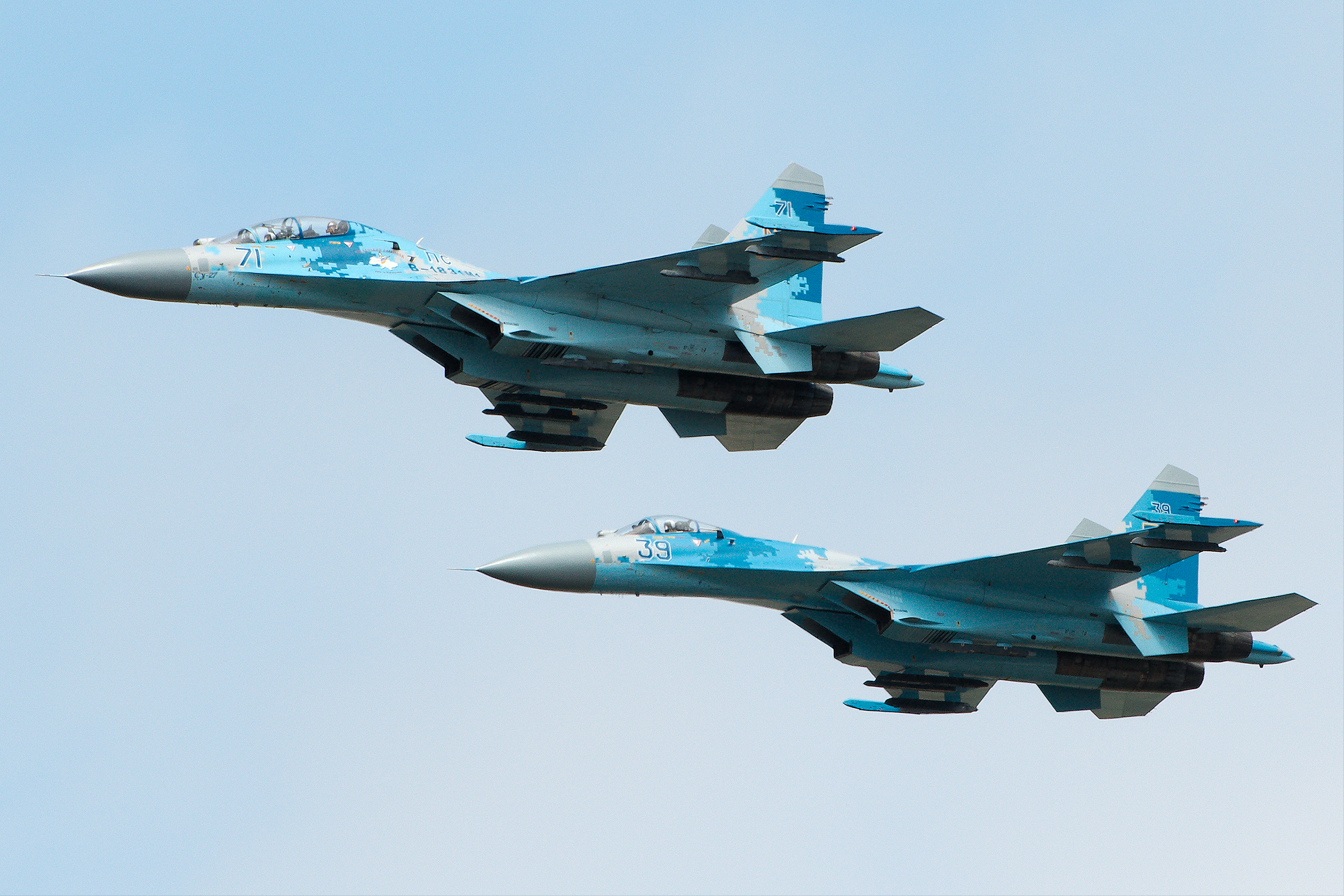
Caças Su-27 da força aérea ucraniana.

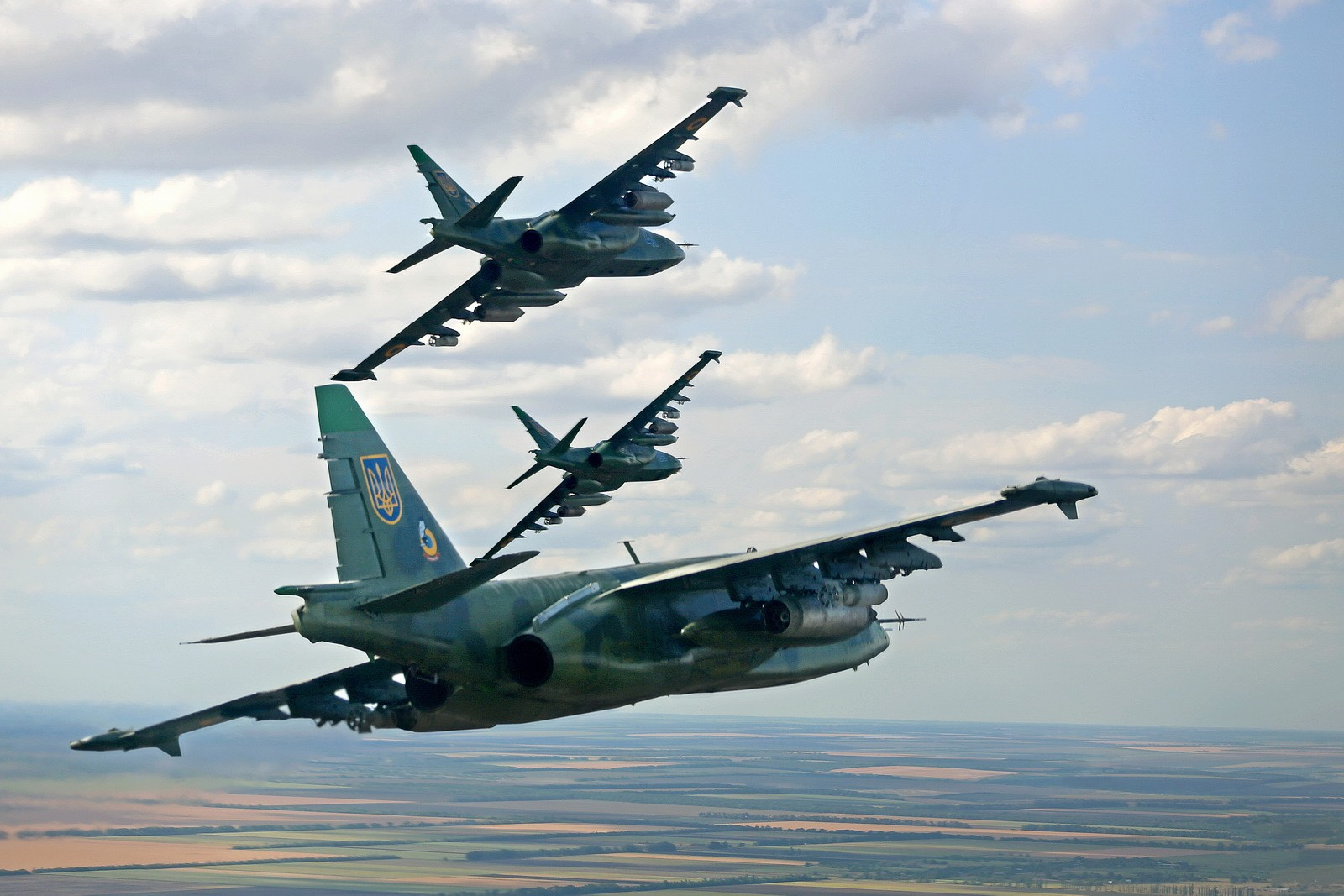
Caças Su-25 ucranianos.

A Força Aérea da Ucrânia (Ucraniano: Повітряні Сили України) é o ramo aéreo das Forças Armadas da Ucrânia. Tem sede na cidade de Vinnytsia.
Quando a União Soviética foi dissolvida em 1991, muitas aeronaves russas foram deixadas em solo ucraniano, a maioria inutilizável. Desde lá, a Força Aérea vem diminuindo e modernizando suas forças. Em 2022, cerca de 35 000 soldados e 225 aeronaves estavam em serviço na Força Aérea Ucraniana e em sistemas de Defesa Aérea.
A Força Aérea Ucraniana participou da guerra em Donbas e após o cessar-fogo de 5 de setembro de 2014, foi suspensa de realizar missões nas áreas contestadas de Donbas.
Desde fevereiro de 2022, a Força Aérea está engajada em constantes operações de combate diante da Invasão Russa da Ucrânia em 2022.

## História

### 1917–1921
As raízes da aviação militar ucraniana estão no outono de 1917, na criação da Frota Aérea da República Popular da Ucrânia, chefiada pelo ex-comandante do Distrito Militar de Kiev, tenente-coronel Viktor Pavlenko. Anteriormente, enquanto estava em serviço russo na Primeira Guerra Mundial, Pavlenko era responsável pela segurança aérea russa.
Em 1918, a República Popular da Ucrânia criou seu próprio corpo de aviação com o Exército Galego Ucraniano liderado por Petro Franko, filho do renomado escritor ucraniano Ivan Franko. No mesmo ano, ele organizou uma escola de aviação que funcionou até 1920.
Entre os aviões usados pela aviação ucraniana neste período estavam os SPAD S.VII, construídos na Bélgica. O exército galego ucraniano usou biplanos Nieuport 17.

### Colapso da União Soviética
A Força Aérea Ucraniana foi criada em 17 de março de 1992, de acordo com uma Diretiva do Chefe do Estado-Maior Geral das Forças Armadas. A sede do 24º Exército Aéreo da Força Aérea Soviética em Vinnytsia serviu de base para criar a sede da Força Aérea. Também presentes em solo ucraniano estavam unidades do antigo 5º, 14º e 17º Exércitos Aéreos soviéticos, além de cinco regimentos (185º, 251º, 260º, 341º Regimentos de Aviação de Bombardeiros Pesados e 199º Regimento de Aviação de Reconhecimento) do 46º Exército Aéreo de Longo Alcance . Além disso, o 161º Regimento de Aviação de Caça Marítimo, em Limanskoye, Oblast de Odessa, ficou sob controle ucraniano. Anteriormente, fazia parte da 119ª Divisão de Aviação de Caça Marítimo da Frota do Mar Negro.
A nova Força Aérea herdou diversos Tupolev Tu-160 'Blackjack', baseados em Pryluky. As discussões com a Rússia sobre o retorno das aeronaves à Moscovo não foram para a frente. O principal ponto de discórdia era o preço. Enquanto especialistas russos, que examinaram a aeronave em Pryluky em 1993 e 1996, avaliaram sua condição técnica como boa, o preço de US$ 3 bilhões exigido pela Ucrânia era inaceitável. As negociações não levaram a lugar nenhum e em abril de 1998, a Ucrânia decidiu começar a desmantelar as aeronaves.
Em abril de 1999, imediatamente após o início dos ataques aéreos da OTAN contra a Sérvia, a Rússia retomou as negociações com a Ucrânia sobre os bombardeiros estratégicos. Desta vez, eles propuseram a recompra de oito modelos Tu-160 e três modelos Tu-95MS fabricados em 1991 (aqueles em melhor condição técnica), além de 575 mísseis Kh-55MS. Um acordo foi finalmente alcançado e um contrato avaliado em US$ 285 milhões foi assinado. Esse valor deveria ser deduzido da dívida de gás natural da Ucrânia. Um grupo de especialistas militares russos foi à Ucrânia em 20 de outubro de 1999 para preparar as aeronaves para a viagem. Entre novembro de 1999 e fevereiro de 2001 as aeronaves foram transferidas. Um Tu-160 permanece em exibição em Poltava.
A Ucrânia também teve alguns Tupolev Tu-22, Tupolev Tu-22M e Tupolev Tu-95 por um período após o colapso da União Soviética. Todos eles foram descartados, com exceção de um punhado exibido em museus.

### 1991–2014
Desde a independência da Ucrânia em 1991, a Força Aérea sofreu com o baixo investimento, levando a maior parte de seu estoque a ficar desativada ou inoperante. A reorganização dos elementos de comando e controle da Força Aérea ainda está em andamento.
As aeronaves An-24 e An-26, bem como os sistemas antiaéreos S-300 e Buk M1, foram continuamente modernizados e sua vida útil foi estendida. Foi produzida uma base organizacional e meios tecnológicos para a modernização do MiG-29, Su-24, Su-25, Su-27 e L-39.
Em 2005, a UAF estava planejando colocar aviões a jato mais avançados em serviço. Devido à falta de financiamento, a modernização técnica foi continuamente adiada. A força aérea ucraniana continuou a usar armamento e equipamentos militares que funcionavam principalmente graças à chamada “canibalização” (obtenção de peças sobressalentes de outras unidades), esgotando gradualmente suas capacidades totais. Diante da ameaça de perda da capacidade militar, iniciar o processo de modernização técnica tornou-se uma necessidade.
Em 2006, muitas armas e equipamentos antigos foram desativados do serviço de combate pela Força Aérea. Isso representou uma oportunidade de usar os recursos liberados para a modernização de várias armas e equipamentos de artilharia e antiaérea, equipamentos de radiocomunicação e equipamentos de manutenção de voo, bem como para melhorar o treinamento de pessoal.

### Invasão da Ucrânia pela Rússia em 2014

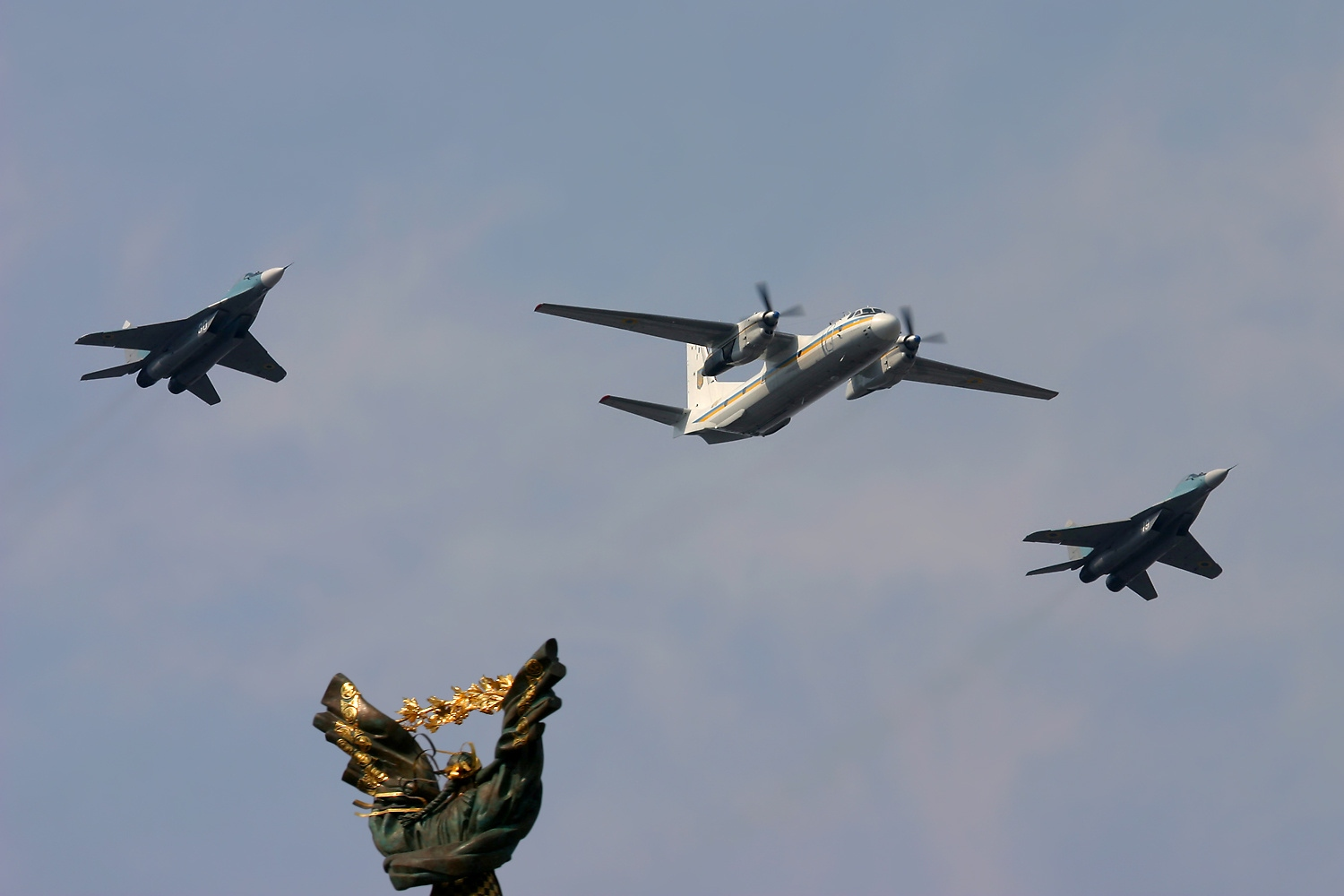
Um An-26 com um par de MiG-29 em comemoração à independência ucraniana

Após a Revolução Ucraniana de 2014 e a subsequente anexação russa da Crimeia em março de 2014 e a violência no leste da Ucrânia, o país tentou aumentar seus gastos e capacidades de defesa, com o retorno de equipamentos aposentados sendo uma parte fundamental do esforço.
Durante a invasão russa da Crimeia em 2014, a força aérea não lutou, mas perdeu várias aeronaves para a Rússia; a maioria foi devolvida à Ucrânia. A força aérea participou do conflito contra a insurgência de 2014 em Donbas. Durante este conflito, perdeu-se vários aviões e helicópteros. O Wall Street Journal publicou um relatório da embaixada dos EUA em Kiev que a Ucrânia perdeu 19 aviões e helicópteros no período de 22 de abril a 22 de julho de 2014. De acordo com um relatório não verificado de outubro de 2015 da empresa de tecnologia suíça RUAG, a Força Aérea havia perdido 222 das 400 aeronaves que operava. Desde 12 de julho de 2014, a Força Aérea Ucraniana foi colocada em alerta total de combate. Por volta dessa data, as Forças Aéreas começaram a restaurar seus antigos aeródromos militares em Voznesensk, Buyalyk e Chervonohlynske (ambos em no Oblast de Odessa).
A Ucrânia herdou um grande estoque de aeronaves da União Soviética, estas foram em sua maioria desativadas e armazenadas, pois a nação tinha pouco uso ou financiamento para manter uma grande frota ativa. Contudo, em 2014, a Força Aérea anunciou que traria de volta 68 aeronaves que estavam em reserva desde o colapso da União Soviética, incluindo o drone de reconhecimento Tupolev Tu-141. Em abril de 2014, duas aeronaves MiG-29 foram restauradas. Em agosto, uma aeronave de transporte An-26 desativada também foi restaurada ao serviço ativo por voluntários. Em 5 de janeiro de 2015, a Força Aérea recebeu outros 4 aviões recém-restaurados, dois MiG-29 e dois Su-27, além de dois helicópteros Mi-8 e Mi-2.

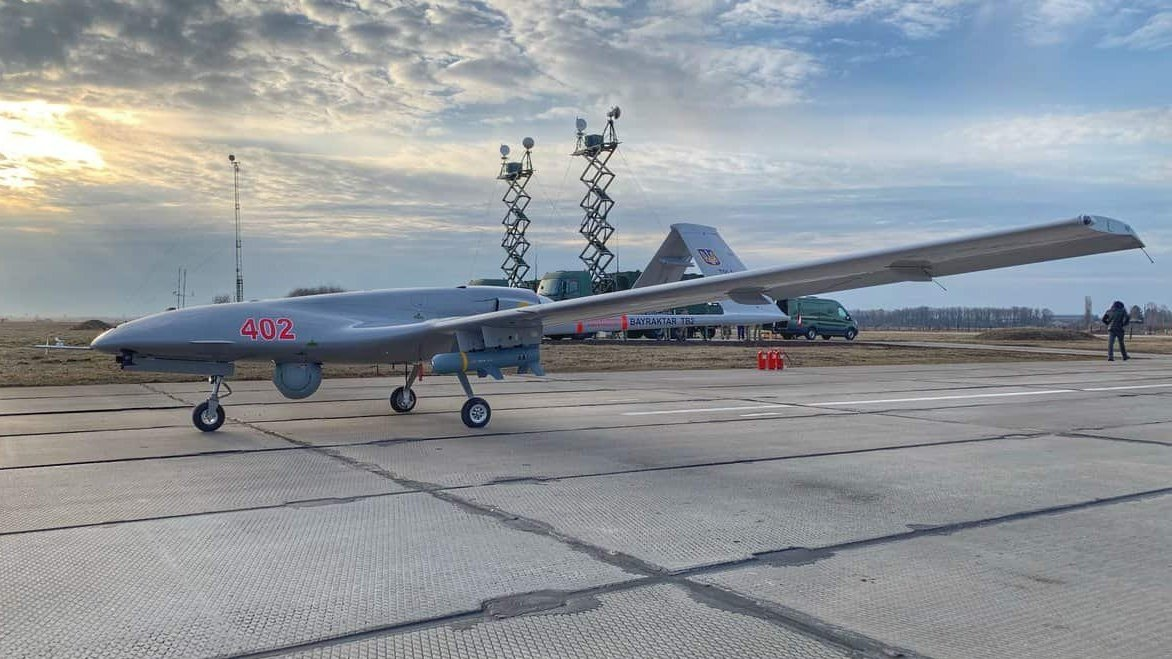
Drone Bayraktar TB2 da Força Aérea Ucraniana

Como resultado da guerra em Donbas, o governo da Ucrânia percebeu a importância da utilização por drones na localização de tropas inimigas e recomissionou 68 drones Tu-141 da era soviética para serem reparados. Analistas apontam que, apesar de ter sido projetado em 1979, o Tu-141 possui uma câmera poderosa, provavelmente usa radar aéreo e sensor infravermelho semelhantes ao Su-24 da era soviética, o que o tornaria propenso a interferências pelas forças russas, pois usam o mesmo equipamento.
Um projeto de financiamento coletivo para um "drone do povo" também foi realizado. O objetivo era arrecadar fundos para comprar um drone americano ou israelense já em funcionamento.
Em outubro de 2014, estudantes de Ivano-Frankivsk projetaram seu próprio drone para ser usado na guerra em Donbas. O drone recém-construído tem a capacidade de transmitir imagens ao vivo, ao contrário do Tu-141, que depende de filmes que devem ser recuperados. O drone também foi declarado ter um teto operacional de 7.000 metros, um alcance de 25 quilômetros e custou cerca de US$ 4.000 para ser construído.

### Invasão da Ucrânia pela Rússia em 2022
No dia 24 de fevereiro de 2022, a Força Aérea começou a combater o avanço de aviões em direção aos céus ucranianos como parte da invasão do país pelas Forças Armadas Russas.
O Ministério da Defesa da Rússia afirmou que mais de 100 sistemas de defesa aérea e mais de 90 aeronaves foram desativadas ou destruídas até 6 de março de 2022. De acordo com autoridades de defesa dos EUA, a UKAF ainda possuía 56 caças operacionais em 11 de março de 2022.

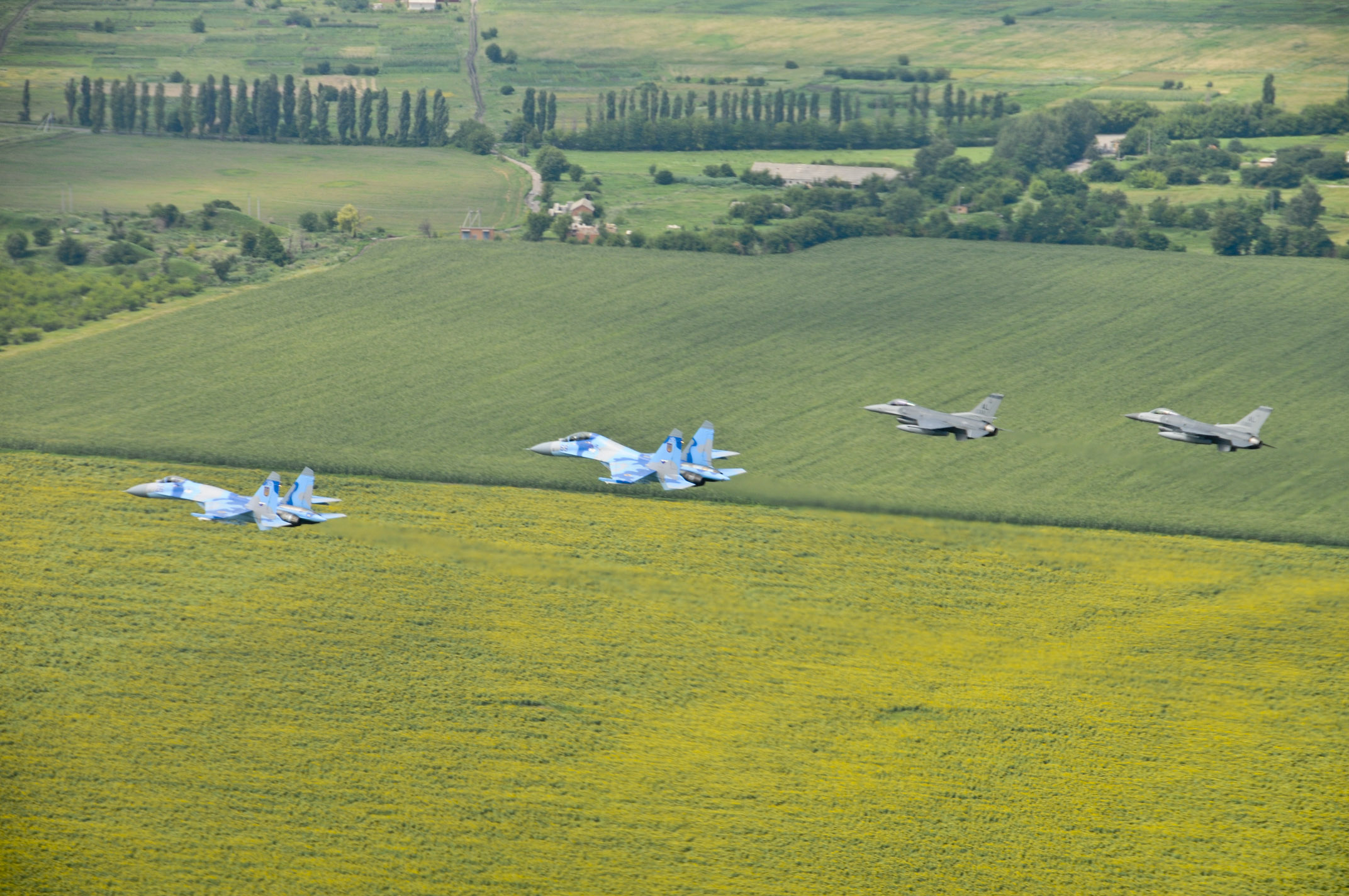
Dois SU-27 ucranianos voando ao lado de caças F-16 dos EUA

Em abril de 2022, um país não informado ofereceu peças para ajudar a Ucrânia a restaurar 20 aeronaves para uso operacional, afirmou um oficial de defesa dos EUA.
Em 19 de setembro, o general da Força Aérea dos EUA, James B. Hecker, disse que a Rússia perdeu 55 aeronaves militares pelas defesas aéreas ucranianas desde o início da invasão. Ele credita esse sucesso ao uso ucraniano dos sistemas de defesa aérea SA-11 e SA-10. Como os EUA não têm esses sistemas, obter novos mísseis de aliados europeus é um "grande pedido" de Kiev. Os aviões russos aumentaram suas operações devido à contraofensiva ucraniana no Oblast de Carcóvia. A contagem foi para 55 depois que o Ministério da Defesa do Reino Unido afirmou que cerca de 4 jatos russos foram abatidos pela Ucrânia nos últimos 10 dias. Ele afirmou ainda que a Força Aérea Ucraniana está com "cerca de 80%" de sua força pré-invasão após 7 meses de combate.

## Equipamento
| Aeronave                               | Origem               | Tipo                   | Em Serviço           | Notas                                       |
| Aeronaves de Combate                   | Aeronaves de Combate | Aeronaves de Combate   | Aeronaves de Combate | Aeronaves de Combate                        |
| -------------------------------------- | -------------------- | ---------------------- | -------------------- | ------------------------------------------- |
| Mikoyan MiG-29                         | União Soviética      | Caça multiuso          | 47                   | 8 convertidos para treinamento              |
| Sukhoi Su-27                           | União Soviética      | Caça multiuso          | 31                   | 6 convertidos para treinamento              |
| General Dynamics F-16                  | Estados Unidos       | Caça multiuso          | 10                   | 79 unidades previstas para serem entregues. |
| Aeronaves de Ataque                    |                      |                        |                      |                                             |
| Sukhoi Su-25                           | União Soviética      | Apoio aéreo aproximado | 20                   |                                             |
| Sukhoi Su-24                           | União Soviética      | Caça-bombardeiro       | 14                   |                                             |
| Transporte                             |                      |                        |                      |                                             |
| Antonov An-26                          | União Soviética      | Transporte             | 1                    |                                             |
| Ilyushin Il-76                         | União Soviética      | Transporte             | 2                    |                                             |
| Antonov An-70                          | Ucrânia              | Transporte             | 1                    |                                             |
| Antonov An-178                         | Ucrânia              | Transporte             |                      | 3 pedidos                                   |
| Antonov An-30                          | União Soviética      |                        | 3                    |                                             |
| Antonov An-26                          | Ucrânia              | Transporte             | 22                   |                                             |
| Helicópteros                           |                      |                        |                      |                                             |
| Mil Mi-8                               | União Soviética      | Transporte/Utilitário  | 15                   |                                             |
| Treinamento                            |                      |                        |                      |                                             |
| Aero L-39 Albatros                     | Chéquia              | Treinamento            | 47                   |                                             |
| Veículos Aéreos Não Tripulados (VANTs) |                      |                        |                      |                                             |
| Baykar Bayraktar TB2                   | Turquia              | VANT                   | 6                    | 48 pedidos                                  |
| RQ-11 Raven                            | Estados Unidos       | VANT                   | 72                   |                                             |